# Étienne Bouchard
Étienne Bouchard (1622-1676) est un chirurgien né à Paris vers 1622.
Arrivé au Canada le 22 septembre 1653, il participa à une initiative pour renforcer et développer Montréal. La Société Notre-Dame de Montréal, qui était responsable de la fondation de Ville-Marie, avait promis des soins de santé gratuits à l'ensemble des habitants du fort.
Bouchard est venu en Nouvelle-France avec deux autres chirurgiens. Ses compagnons étaient Louis Chartier et Pierre Piron. Il rompit son contrat avec la Société Notre-Dame en 1655. Il entreprit une impressionnante pratique par la suite, le forçant à engager plusieurs aides-chirurgiens pour répondre à la demande. Il se maria au Canada le 6 octobre 1657, avec Marguerite Boissel, dont il eut sept enfants. Il était officier des chirurgiens associés avec Jean Martinet de Fonblanche et fut médecin à l'Hôtel-Dieu de Montréal.